# Intel Xeon W
Xeon W is een serie processoren gemaakt door het Amerikaanse bedrijf Intel. De Xeon W-serie werd uitgebracht in 2017 en is specifiek gericht op werkstations. Ze heeft een aantal extra belangrijke functies ten opzichte van Intels Core i9, zoals de aanwezigheid van ECC-geheugen en verbeterde veiligheid op hardwareniveau. Ze is gebaseerd op de x86-instructieset en is een 64 bit-processor. Xeon W-processoren zijn niet los te koop voor reguliere gebruikers van persoonlijke computers. Wel zijn ze op websites als Ebay redelijk gemakkelijk te vinden. 

## Xeon Wx
Op 15 februari 2023 introduceerde Intel een nieuwe serie namen voor de Intel Xeon voor workstations: Xeon W9, W7, W5 en W3. Dit is afkomstig van dezelfde filosofie als Core i3, i5 etc. 
De nieuwe modellen zijn gebaseerd op een nieuwe processorkern genaamd Golden Cove. Er is een groep gebaseerd op een monilitische chip met de codenaam Fishhawk Falls. Dit zijn Xeon W3, W5 en W7 met tot maximaal 24 kernen en 48 threads. Er is ook een variant met meerdere 'tiles' gebaseerd op Sapphire Rapids. Dit zijn W5, W7 en W9 met tot maximaal 56 kernen en 112 threads. De Fishhawk Falls versie is de 2400-series en de multi-tile versie is de 3400-series.
| Modelnaam | Kernen/threads  | Variant         | Modelnummer |
| --------- | --------------- | --------------- | ----------- |
| Xeon W9   | 36/72 en 56/112 | Sapphire Rapids | 3400X       |
| Xeon W7   | 20/40 tot 28/56 | Sapphire Rapids | 3400(X)     |
| Xeon W7   | 20/40 en 24/48  | Fishhawk Falls  | 2400X       |
| Xeon W5   | 12/24 en 16/32  | Sapphire Rapids | 3400(X)     |
| Xeon W5   | 10/20 tot 16/32 | Fishhawk Falls  | 2400(X)     |
| Xeon W3   | 6/12 en 8/16    | Fishhawk Falls  | 2400        |

## Oudere modellen en specificaties
Sinds 2017 zijn er 41 modellen uitgekomen onder de naam Intel Xeon W. Het eerste model, genaamd W-2195, stamt uit het derde kwartaal van 2017. Deze heeft 18 kernen en een kloksnelheid van 2,3 GHz. De Xeon W-serie wordt gebruikt in onder andere Apples iMac Pro en Mac Pro.
Voor alle processoren in deze serie, zie https://ark.intel.com/content/www/us/en/ark/products/series/125035/intel-xeon-w-processor.html
| Model    | Kernen/threads | Kloksnelheid (boost) | Cache    | Microarchitectuur |
| -------- | -------------- | -------------------- | -------- | ----------------- |
| W-3375   | 38/76          | 2,5 GHz (4,0 GHz)    | 57 MB    | Ice Lake-SP       |
| W-3345   | 24/48          | 3,0 GHz (4,0 GHz)    | 36 MB    | Ice Lake-SP       |
| W-3323   | 12/24          | 3,50 GHz (3,90 GHz)  | 21 MB    | Ice Lake-SP       |
| W-3275M  | 28/56          | 2,5 GHz (4,4GHz)     | 38,5 MB  | Cascade Lake      |
| W-3265M  | 24/48          | 2,7 GHz (4,4 GHz)    | 33 MB    | Cascade Lake      |
| W-2295   | 18/36          | 3,0 GHz (4,6 GHz)    | 24,75 MB | Cascade Lake      |
| W-3245M  | 16/32          | 3,2 GHz (4,4 GHz)    | 22 MB    | Cascade Lake      |
| W-2275   | 14/28          | 3,3 GHz (4,6 GHz)    | 19,25 MB | Cascade Lake      |
| W-3235   | 12/24          | 3,3 GHz (4,4 GHz)    | 19,25 MB | Cascade Lake      |
| W-2255   | 10/20          | 3,7 GHz (4,5 GHz)    | 19,25 MB | Cascade Lake      |
| W-10885M | 8/16           | 2,4 GHz (5,3 GHz)    | 16 MB    | Cascade Lake      |
| W-10855M | 6/12           | 2,8 GHz (5,1 GHz)    | 12 MB    | Cascade Lake      |
| W-2225   | 4/8            | 4,1 GHz (4,6 GHz)    | 8,25 MB  | Cascade Lake      |